# Ізмаїльський палац культури імені Т. Г. Шевченка
Ізмаїльський будинок культури імені Тараса Шевченка — палац культури в Ізмаїлі — головний культурний та мистецький осередок міста. Збудований у 1948 році, з 1950-го року працював як російський драматичний театр ім. Т.Г. Шевченка. З 1962-го — почав працювати як Будинок культури імені Т.Г. Шевченко, перейменований у Палац культури у 2012-у. З 2016-го — комунальний заклад Ізмаїльської міської ради «Палац культури імені Т.Г. Шевченка».

## Історія
Будівлю із колонадою, властиву південнобесарабській архітектурі, збудовано на місці колишньої миловарні кілька років після звільнення міста від німецько-румунських загарбників у 1948 році.

### Драматичний театр імені Тараса Шевченка
Рішенням Ради Міністрів УРСР театр було переведено до Ізмаїлу з міста Кам'янець-Подільський, й розпочав свою роботу 6 листопада 1950 року.
До складу обласного російського драматичного театру в Ізмаїлі входило 25 творчих працівників. серед яких були: заслужений артист Грузинської РСР Олександр Гонтар, заслужений артист Казахської РСР І. Чарский, заслужений артист Дагестанської АРСР Олександр Рено, актриса-орденоносець Ліна Аргонська, провідні артисти театру А. Мітрохона, Н. Захаров, Вадим Арбенін, Ю. Мартинов , Д. Швець. Серед молодого поповнення були випускники театральних вишів, серед яких Ігор Кулешов, Василь Александров, В. Красняк.
А. Черемисіна займалася у студії Московського драмтеатру ім. К.С. Станіславського та В.І. Немировича-Данченка, а М. Боголюбова попрацювала у Київському українському драматичному театрі ім. І. Франка. З грудня 1950 року по вересень 1953 року Михайло Кублановський працював актором і режисером театру.
Головним режисером театру став Леонід Стельмахович, згодом його наступником був Гліб Затворницький. Ізмаїльський історичний музей О. В. Суворова зберігає фотографію учасників поставленої ним вистави «Мораль пані Дульської» за п'єсою Габріели Запольської, де головну роль виконувала прима театру Юлія Жулавська. У той час у театрі грали Олексій Леонідов, Зоя Флоренсова, Аріадна Кузнєцова, Тамара Шарунго, Тамара Ямбулатова, Юрій Демидов, Микола Сергеєв. Ставили російську (Олександр Островський, Лев Толстой, Микола Гоголь) та радянську (Борис Лавреньов, Костянтин Симонов, Олександр Корнійчук) класику, твори зарубіжної драматургії. Театр співпрацював і з молодими місцевими авторами.
До 100-річчя від дня смерті Тараса Шевченка, чиє ім'я носив театр, була поставлена драму «Назар Стодоля». Глядачі та рецензенти відзначали ліризм і відкриту емоційність постановки Гліба Затворницького. Ювілейну виставу подивилися не тільки городяни, а й жителі майже усіх районів тодішньої Ізмаїльської області. Українську класику, як і інші вистави ізмаїльчан, чудово сприймала болгарська, молдавська, гагаузька, албанська аудиторії.
Ізмаїльський театр гастролював Україною, Молдовою, мав виступи в Одесі, Кишиневі, Білгороді-Дністровському, Луцьку, Рівному, Івано-Франківську, у Тернополі, Бердичеві, Черкасах, Умані… Гастрольні афіші та рецензії зберігаються у фондах Ізмаїльського історичного музею О. Суворова.
Трупа театру брала участь у міських святах та урочистостях, створюючи модні тоді «живі картинки». Специфіку часу відображали деякі амплуа акторів Ізмаїльського театру. Так, Микола Іванов був «штатним» Леніним, а Сергій Новожилов — Суворовим.
Сезон 1962 — 1963 років став останнім в історії Ізмаїльського професійного театру. Разом з іншими колективами він потрапив під загальносоюзне скорочення театрів у грудні 1962 року.
Головні режисери театру
- Кублановський Михайло — грудень 1950 — вересень 1953
- Стельмахович Леонід
- Затворницький Гліб Дмитрович
- Кісиць Михайло

### Будинок культури ім. Т.Г. Шевченко
З 1962-го — почав працювати як Будинок культури імені Т.Г. Шевченко.

### Палац культури ім. Т.Г. Шевченко
Питання «Про перейменування комунального закладу „Ізмаїльський міський будинок культури ім. Т.Г. Шевченко“ у комунальний заклад „Ізмаїльський Палац культури ім. Т.Г. Шевченко“ та затвердження його статуту в новій редакції» було одним з 33 питань порядку денного 26-й сесії Ізмаїльської міської ради, яка відбулася 27 вересня 2012 року. Доповідачем про необхідність перейменування виступив начальник відділу культури Сергій Лузанов. Рішення про перейменування було проголосовано та вступило в дію.
З 2016-го — комунальний заклад Ізмаїльської міської ради «Палац культури імені Т.Г. Шевченка».
Святкування 70-річного ювілея палацу культури відбулося 6 грудня 2018 року.

## Сьогодення
Палац культури на сьогоднішній день проводить низку культурно-масових заходів, наймасштабніші з яких — «Голос Придунав'я», «Міс Придунав'я», «Таланти Придунав'я», гумористичний конкурс «Найсмішніше всіх». При Палаці культури створено театр ростових ляльок, проводяться новорічні заходи, виїзні церемонії одруження.

## Колективи Палацу культури
Народний драматичний театр ім. Тараса Шевченка